# Старе Място (гміна)
Гміна Старе Място (пол. Gmina Stare Miasto) — сільська гміна у північно-західній Польщі. Належить до Конінського повіту Великопольського воєводства.
Станом на 31 грудня 2011 у гміні проживало 11349 осіб.

## Територія
Згідно з даними за 2007 рік площа гміни становила 97.82 км², у тому числі:
- орні землі: 77.00%
- ліси: 14.00%

Таким чином, площа гміни становить 6.20% площі повіту.

## Населення
Станом на 31 грудня 2011:
| Опис     | Загалом | Загалом | Чоловіки | Чоловіки | Жінки | Жінки |
| -------- | ------- | ------- | -------- | -------- | ----- | ----- |
| одиниця  | осіб    | %       | осіб     | %        | осіб  | %     |
| все      | 11349   | 100     | 5670     | 49.96    | 5679  | 50.04 |
| міське   | 0       | 100     | 0        |          | 0     |       |
| сільське | 11349   | 100     | 5670     | 49.96    | 5679  | 50.04 |

## Сусідні гміни
Гміна Старе Място межує з такими гмінами: Ґоліна, Жґув, Кшимув, Рихвал, Тулішкув.